# Elezioni legislative in Francia del 1795
Le elezioni legislative in Francia del 1795 si svolsero dal 20 al 29 Vendemmiaio Anno IV (dal 12 al 21 ottobre 1795) per eleggere i primi rappresentanti legislativi secondo i principi stabiliti dalla Costituzione francese del 1795 che inaugurava il regime del Direttorio . Si trattò dell'elezione dell'intero corpo legislativo che dovrà poi dividersi in Consiglio dei Cinquecento e Consiglio degli Anziani, secondo una procedura che prevede un suffragio censitario elaborato dai Termidoriani per evitare un ritorno dei realisti, popolari fra le classi meno agiate.

## Contesto
La nuova costituzione fu adottata dai francesi il 23 settembre 1795. Istituì un potere esecutivo composto da un Direttorio, rinnovato per un quinto ogni anno, mentre il corpo legislativo è diviso in due Camere; una camera alta (il Consiglio degli Anziani) e una camera bassa (il Consiglio dei Cinquecento), sistema che si ispira fortemente al modello inglese.
Con l'avvicinarsi delle elezioni, i monarchici sperarono di approfittare delle elezioni per introdurre i propri elettori nel Direttorio, portando alla fine al ritorno dei reali. Temendo questo esito, i termidoriani adottarono un suffragio censitario molto ristretto, privando del diritto al voto i contadini, base elettorale dei monarchici. Ne seguì l'Insurrezione del 13 vendemmiaio anno IV, repressa nel sangue. 

## Svolgimento
L'elezione si svolge dal 20 al 29 Vendemmiaio Anno IV (dal 12 a 21 ottobre). La partecipazione è piuttosto scarsa: gli elettori sono restii a recarsi nel capoluogo cantonale per procedure abbastanza laboriose e complesse. Ancor più delle domande di censimento, è la durata delle assemblee ad allontanare la maggior parte degli elettori potenziali. Queste assemblee sono infatti accessibili a gran parte della popolazione, in particolare ai contadini (sono circa 6 milioni i potenziali elettori sui 7,5 francesi sopra i 21 anni), ma durano diversi giorni durante i quali l'elettore deve rinunciare al suo lavoro (e quindi al suo stipendio). Queste assemblee competono quindi principalmente ai notabili. Questi tendono al conservatorismo e la tendenza è verso un repubblicanesimo moderato.
Gli elettori, dal canto loro, sono piuttosto esigui (30.000 nel paese) e le elezioni sono spesso travagliate. Così, a Tolosa, i giacobini proibirono l'accesso all'assemblea a coloro che erano conosciuti come realisti. Quando non sono turbate, le assemblee faticano a riunire gli elettori: quelle più popolari spesso riuniscono appena la metà degli iscritti. L'elezione avviene secondo le leggi del 5 e 13 Fruttidoro Anno III (22 e 30 agosto 1795). Ciascuna assemblea elettorale dipartimentale è responsabile della designazione, successivamente e separatamente, dei parlamentari membri della Convenzione e di quelli liberamente scelti. I primi due scrutini si svolgono per lista semplice con maggioranza assoluta; nel caso di un terzo giro, ammettono la maggioranza relativa.
La protesta contro il suffragio censitario è forte, anche nei voti. Vengono eletti solo 394 ex membri della Convenzione (a cui si aggiungono 19 deputati della Corsica e delle colonie i cui mandati sono stati prolungati ma che inizialmente non sono presi in considerazione) il che costringe a 105 “ripescaggi”.

## Risultati
I Termidoriani, grazie al suffragio censitario, sono riusciti a ottenere una schiaccinate maggioranza assoluta, che ha permesso l'elezione di membri a loro favorevoli nel primo Direttorio. I monarchici risultano così sconfitti.
I Termidoriani, repubblicani di Centro/Centro-sinistra, totalizzano il 42% dei voti, piazzando 334 deputati al Consiglio dei Cinquecento e 166 al Consiglio degli Anziani.
I Clichiani, monarchici di Centro-destra, ottengono il 36% dei voti, ossia 103 deputati al Consiglio dei Cinquecento e 52 al Consiglio degli Anziani.
Gli Ultrarealisti, monarchici di Destra, ottengono il 22% dei voti e schierano 63 deputati al Consiglio dei Cinquecento e 32 al Consiglio degli Anziani.